# Aeroporto Internacional Franjo Tuđman
O Aeroporto Internacional de Franjo Tuđman (em croata: Međunarodna zračna luka Dr. Franjo Tuđman) (IATA: ZAG, ICAO: LDZA) é um aeroporto internacional lozalizado na cidade de Velika Gorica e que serve principalmente Zagreb, capital da Croácia, sendo o principal aeroporto do país.